# Волова балка (гідрологічний заказник)
Волова балка — гідрологічний заказник місцевого значення. Об'єкт розташований на території Катеринопільського району Черкаської області, село Пальчик.
Площа — 10,4 га, статус отриманий у 1998 році.